# آندرانیک تیموریان
آندرانیک تیموتیان سامرانی معروف به آندو تیموریان (به ارمنی: Անդրանիկ Թէյմուրեան)، (زاده ۱۵ اسفند ۱۳۶۱) بازیکن بازنشسته و مربی فوتبال اهل ایران است. او نخستین کاپیتان اول ارمنی‌تبار تیم ملی فوتبال ایران است. وی اکنون دستیار امیر قلعه‌نویی سرمربی تیم ملی فوتبال ایران می‌باشد. آکادمی فوتبال دوزبانه و حرفه ای آندرانیک تیموریان امروزه مرکزی برای رشد کودکان در فوتبال ایران است که توسط آندو تیموریان و به مدیرعاملی سپند حبیب زاده تأسیس شده است.

## زندگی‌نامه
آندرانیک تیموریان سامرانی در ۱۵ اسفند ۱۳۶۱ (۶ مارس ۱۹۸۳) در محله مجیدیه تهران در خانواده‌ای ارمنی‌تبار به دنیا آمد. او در فوتبال ایران بیش‌تر با نام آندو تیموریان خطاب می‌شود؛ هر چند که نام خانوادگی او در مسابقات بین‌المللی با عنوان تیموتیان درج می‌شود. سرژیک تیموریان برادر بزرگتر آندو که در بیشتر دوران بازیگری او به عنوان مدیر برنامه‌هایش فعالیت می‌کرد، از بازیکنان سابق استقلال تهران بوده است که سابقه بازی در باشگاه فوتبال ماینس آلمان را به عنوان هافبک در کارنامه خود دارد.

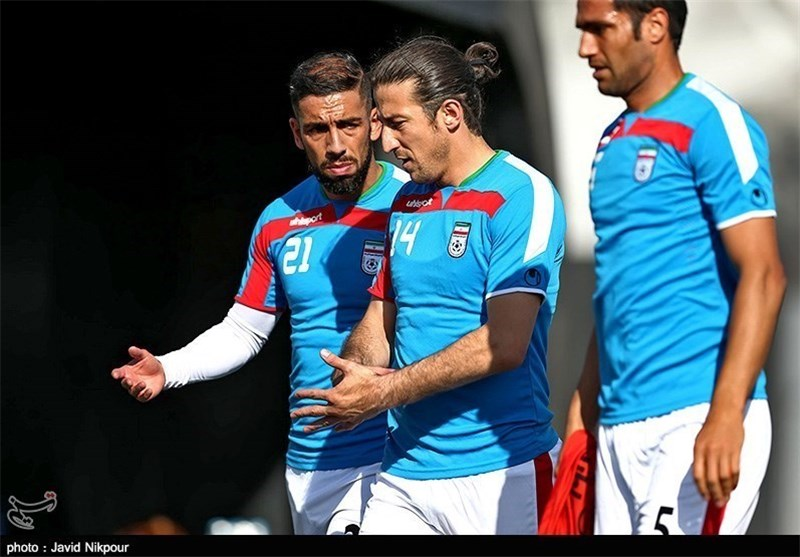

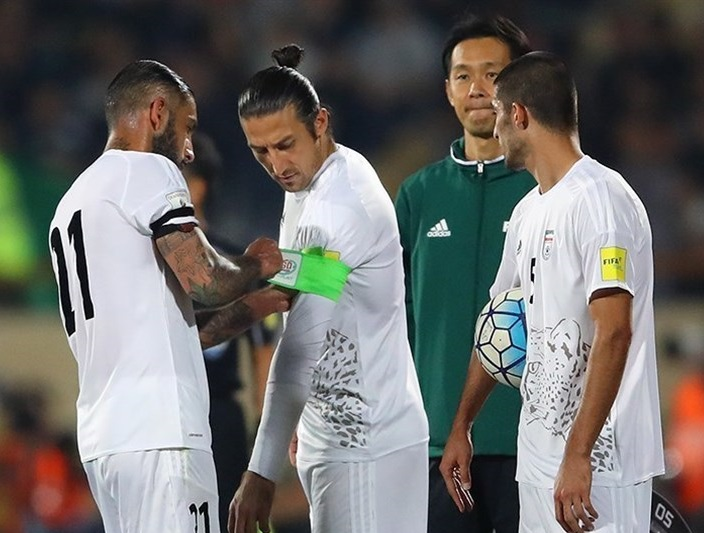

وی تنها بازیکن فوتبال مسیحی ایرانی شاغل در تیم ملی فوتبال ایران در سال‌های اخیر بوده است که توانست مدتی هم بازوبند کاپیتانی را هم داشته باشد.

## جوانان
آندرانیک به مانند بیشتر ورزشکاران ارمنی ایران، فعالیت خود را از ۱۵ سالگی در باشگاه فوتبال آرارات تهران آغاز کرده است. پس از دو سال بازی در آرارات، در ۱۷ سالگی به تیم جوانان استقلال تهران پیوست. آندو در آن دوران به همراه مجتبی جباری و خسرو حیدری از استعدادهای پرورش یافته جوانان باشگاه استقلال تهران به‌شمار می‌رفتند که زیر نظر صمد مرفاوی مربی وقت امیدهای استقلال رشد و پرورش یافتند.

## دوره حرفه‌ای

### ابومسلم
آندرانیک تیموریان برای اولین در سطح فوتبال در ابومسلم مشهد چهره شد و که از همین تیم نیز به اروپا منتقل شد و به جام جهانی فوتبال راه یافت.

### بولتون
آندو در تابستان سال ۱۳۸۵ پس از درخشش در جام جهانی آلمان به تیم فوتبال بولتون واندررز پیوست. در آن زمان سام آلاردایس سرمربی بولتون بود. روز ۶ ژانویه سال ۲۰۰۶ آندرانیک در دیدار مقابل دونکستر راورز با به ثمر رساندن دو گل نخستین گلزن ایرانی جام اتحادیه انگلیس نام گرفت. هافبک ملی پوش ایرانی در دقایق ۲۲ و ۴۹ گل‌های تماشایی را وارد دروازه حریف کرد و با توجه به گل‌های دیوایس و تال تیم بولتون با اقتدار در مرحله سوم جام اتحادیه انگلیس به پیروزی رسید؛ و نقشی تعیین‌کننده در پیروزی ۴ بر ۰ تیمش داشت. او در بازی تیم بولتون با ویگان نیز دو گل از سه گل تیمش (بولتون) را به ثمر رساند و نقش مهمی در پیروزی ۳ بر ۱ تیمش داشت. او در انتهای فصل جایزه بهترین بازیکن جوان فصل از نگاه هواداران را کسب کرد. تیموریان در مجموع دو فصل به سال‌های ۱۳۸۵–۱۳۸۷ در بولتون ۲۰ بازی انجام داد که در نهایت توانست به عنوان هافبک دفاعی ۲ گل نیز به ثمر برساند. پس از جدایی آلاردایس از بولتون، سامی لی و بعد گری مگسون (مربیان بعدی بولتون) علاقه‌ای به این بازیکن نشان ندادند وی پس از درخشش در چند بازی با افت شدید مواجه شد که همین امر یکی از عوامل نیمکت‌نشینی وی بود تا در پایان قراردادش راهی تیم فولهام لندن شود و زیر نظر روی هاجسون به فوتبال خود ادامه دهد.

### فولام
آندرانیک در فصل جدید ۱۳۸۷ با اتمام قراردادش، به تیم فولام پیوست که موفقیتی را در این تیم کسب نکرد و تنها یک بازی در لیگ برتر و یک بازی در کارلینگ کاپ انجام داد.

### بارنزلی
او پس از مصدومیت در ۲ فوریه ۲۰۰۹ به عنوان بازیکن قرضی به تیم بارنزلی در لیگ دسته اول انگلستان رفت؛ او توانست ۱۱ بازی برای این تیم انجام دهد.

### تراکتور تبریز
آندو پس از دوری ۴ ساله از لیگ برتر ایران به تراکتور تبریز پیوست که ۲۱ بازی در لیگ برتر فوتبال ایران ۹۰–۱۳۸۹ انجام داد و موفق به زدن یک گل شد، وی در یک دیدار جام حذفی نیز برای تراکتور به میدان رفت.

### استقلال
وی در مجموع ۲۵ بازی برای استقلال تهران انجام داد که ۲۰ بازی در لیگ، ۲ بازی در حذفی و ۳ بازی در قهرمانی آسیا انجام داد؛ و در انتها توانست قهرمانی جام حذفی فوتبال ایران ۹۱–۱۳۹۰ را به همراه استقلال به دست آورد.

### الخریطیات
آندو بعد از دو فصل بازی در استقلال و تراکتور در لیگ برتر خلیج فارس، در فصل نقل و انتقالات ۹۲−۱۳۹۱ راهی لیگ ستارگان قطر شد تا برای تیم باشگاه الخریطیات بازی کند.

### بازگشت به استقلال
آندو تیموریان در تاریخ ۲۶ تیرماه ۱۳۹۲ با عقد قراردادی ۱ ساله دوباره به استقلال تهران پیوست. آندرانیک تیموریان در فصل ۹۴–۱۳۹۳ نیز در تاریخ ۲۶ تیر ماه ۱۳۹۳ قرارداد خود را به مدت دو سال با استقلال تهران تمدید کرد. در نیم فصل لیگ چهاردهم، پس از کش و قوس‌های فراوان و اختلاف نظرهایی که با قلعه‌نویی پیدا کرد سرانجام به تراکتور، تیم سابق خود بازگشت. گل وی در چارچوب لیگ قهرمانان آسیا فصل (۲۰۱۳)به بوریرام تایلند در مرحله یک چهارم پایانی به عنوان بهترین گل تاریخ این رقابت‌ها انتخاب شد.

### بازگشت به تراکتور
آندو پس از اختلافات با امیر قلعه‌نویی و سران باشگاه استقلال تهران، به باشگاه فوتبال تراکتور بازگشت.

### ام صلال
در تیرماه ۱۳۹۴ برابر با ژوئیه ۲۰۱۵ با عقد قراردادی یک ساله به ارزش یک میلیون و دویست هزار دلار به باشگاه ام صلال قطر پیوست.

### سایپا
در تاریخ ۲۹ دیماه ۱۳۹۴ آندو در آخرین روز نقل و انتقالات نیم فصل با عقد قراردادی به مدت نیم فصل به تیم سایپا تهران پیوست.

### ماشین‌سازی
در تاریخ ۱۴ تیرماه ۱۳۹۵ با عقد قرارداد یک ساله راهی تبریز شد تا دوباره شاگرد رسول خطیبی شود.
وی در نقل و انتقالات نیم فصل ۱۳۹۵ برای پیوستن به استقلال تهران قرارداد خود را فسخ کرد. همچنین او هفتاد درصد از مبلغ قرارداد خود را بخشید. اما پس از محروم شدن استقلال از بازار نقل و انتقالات زمستان قرارداد خود را با استقلال فسخ کرد تا در ادامه به تیم دیگری بپیوندد.

### نفت تهران
تیموریان بعد از فسخ قرارداد با باشگاه استقلال به عنوان بازیکن آزاد به جمع شاگردان علی دایی پیوست تا نیم فصل دوم را برای نفتی‌های پایتخت بازی کند. او در نفت بار دیگر به اوج برگشت و بازی‌های درخشانی را برای تیم علی دایی انجام داد. آندو در قهرمانی نفت تهران در جام حذفی نیز نقش قابل توجهی ایفا کرد اما با پایان قراردادش و با توجه به مشکلات نفت دیگر قصد ماندن نداشت.

### گسترش فولاد
وی پس از خروج از نفت تهران بازیکن آزاد محسوب می‌شد در تاریخ ۹ مرداد ۱۳۹۶ باز هم‌راهی تبریز شد و با قراردادی یک ساله رسماً شاگرد لوکا بوناچیچ شد. هنگامی که گسترش فولاد در نزدیکی قعر جدول قرار داشت، سرمربی وقت این تیم آندرانیک تیموریان را کنار گذاشت.

## آمار حرفه‌ای

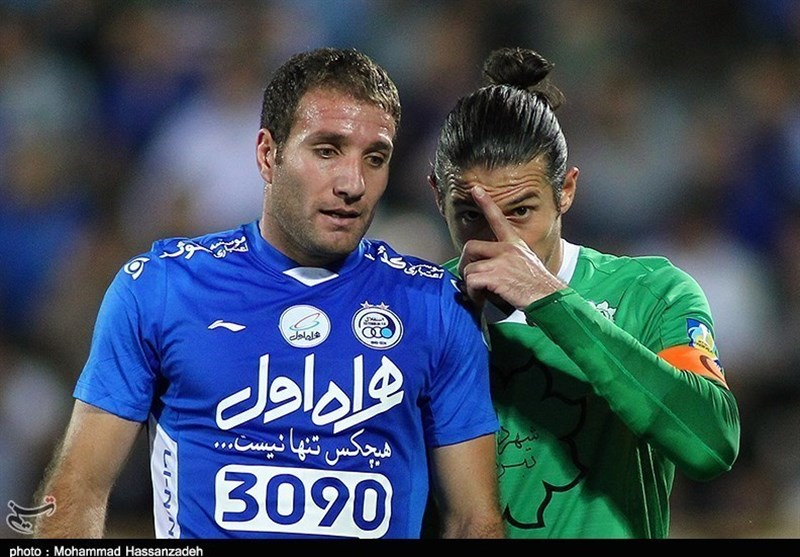
آندرانیک تیموریان و هراند مکویان

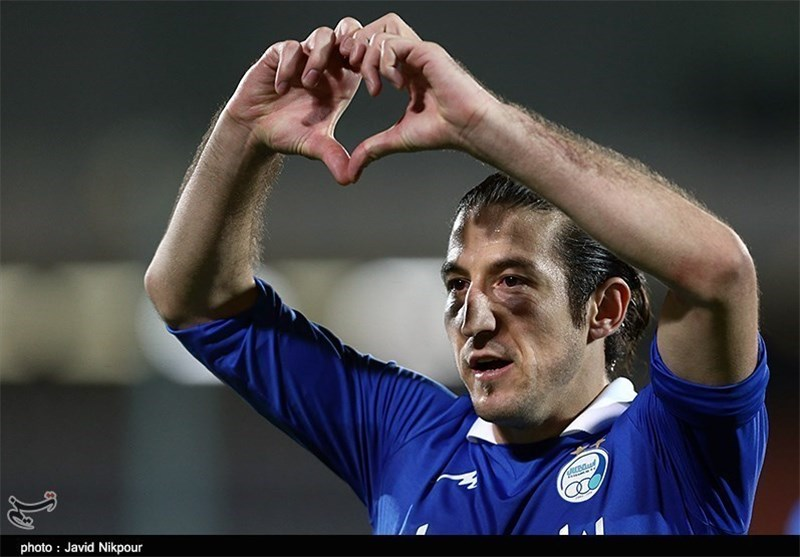

| باشگاه               | باشگاه               | باشگاه               | لیگ    | لیگ  | جام حذفی | جام حذفی | قاره‌ای | قاره‌ای | مجموع  | مجموع |
| فصل                  | باشگاه               | لیگ                  | بازی‌ها | گل‌ها | بازی‌ها   | گل‌ها     | بازی‌ها | گل‌ها   | بازی‌ها | گل‌ها  |
| ایران                | ایران                | ایران                | لیگ    | لیگ  | جام حذفی | جام حذفی | آسیا   | آسیا   | مجموع  | مجموع |
| -------------------- | -------------------- | -------------------- | ------ | ---- | -------- | -------- | ------ | ------ | ------ | ----- |
| ۲۰۰۴–۲۰۰۵            | ابومسلم              | لیگ برتر             | ۱۸     | ۲    | ۵        | ۰        | _      | _      | ۲۳     | ۲     |
| ۲۰۰۵–۲۰۰۶            | ابومسلم              | لیگ برتر             | ۲۶     | ۱    | ۰        | ۰        | _      | _      | ۲۶     | ۱     |
| مجموع ابومسلم        | مجموع ابومسلم        | مجموع ابومسلم        | ۴۴     | ۳    | ۵        | ۰        | _      | _      | ۴۹     | ۳     |
| انگلیس               | انگلیس               | انگلیس               | لیگ    | لیگ  | جام حدفی | جام حدفی | اروپا  | اروپا  | مجموع  | مجموع |
| ۲۰۰۶–۲۰۰۷            | بولتون واندررز       | لیگ برتر انگلستان    | ۱۷     | ۲    | ۲        | ۲        | –      | –      | ۱۹     | ۴     |
| ۲۰۰۷–۲۰۰۸            | بولتون واندررز       | لیگ برتر انگلستان    | ۳      | ۰    | ۰        | ۰        | ۵      | ۰      | ۸      | ۰     |
| مجموع بولتون واندررز | مجموع بولتون واندررز | مجموع بولتون واندررز | ۲۰     | ۲    | ۲        | ۲        | ۵      | ۰      | ۲۷     | ۴     |
| ۲۰۰۸–۲۰۰۹            | فولام                | لیگ برتر انگلستان    | ۱      | ۰    | ۰        | ۰        | ۰      | ۰      | ۱      | ۰     |
| مجموع فولام          | مجموع فولام          | مجموع فولام          | ۱      | ۰    | ۰        | ۰        | ۰      | ۰      | ۱      | ۰     |
| ۲۰۰۸–۲۰۰۹            | بارنزلی              | چمپیونشیپ            | ۱۱     | ۰    | ۰        | ۰        | –      | –      | ۱۱     | ۰     |
| مجموع بارنزلی        | مجموع بارنزلی        | مجموع بارنزلی        | ۱۱     | ۰    | ۰        | ۰        | _      | _      | ۱۱     | ۰     |
| ۲۰۰۹–۲۰۱۰            | فولام                | لیگ برتر             | ۰      | ۰    | ۰        | ۰        | ۰      | ۰      | ۰      | ۰     |
| مجموع فولام          | مجموع فولام          | مجموع فولام          | ۰      | ۰    | ۰        | ۰        | ۰      | ۰      | ۰      | ۰     |
| ایران                | ایران                | ایران                | لیگ    | لیگ  | جام حذفی | جام حذفی | آسیا   | آسیا   | مجموع  | مجموع |
| ۲۰۱۰–۲۰۱۱            | تراکتور              | لیگ برتر             | ۲۱     | ۱    | ۱        | ۰        | –      | –      | ۲۲     | ۱     |
| مجموع تراکتور        | مجموع تراکتور        | مجموع تراکتور        | ۲۱     | ۱    | ۱        | ۰        | _      | _      | ۲۲     | ۱     |
| ۲۰۱۱–۲۰۱۲            | استقلال              | لیگ برتر             | ۲۰     | ۱    | ۲        | ۰        | ۳      | ۰      | ۲۵     | ۱     |
| مجموع استقلال        | مجموع استقلال        | مجموع استقلال        | ۲۰     | ۱    | ۲        | ۰        | ۳      | ۰      | ۲۵     | ۱     |
| قطر                  | قطر                  | قطر                  | لیگ    | لیگ  | جام حذفی | جام حذفی | آسیا   | آسیا   | مجموع  | مجموع |
| ۲۰۱۲–۲۰۱۳            | الخریطیات            | لیگ ستارگان          | ۲۰     | ۰    | ۱        | ۱        | –      | –      | ۲۱     | ۱     |
| مجموع الخریطیات      | مجموع الخریطیات      | مجموع الخریطیات      | ۲۰     | ۰    | ۱        | ۱        | _      | _      | ۲۱     | ۱     |
| ایران                | ایران                | ایران                | لیگ    | لیگ  | جام حذفی | جام حذفی | آسیا   | آسیا   | مجموع  | مجموع |
| ۲۰۱۳–۲۰۱۴            | استقلال              | لیگ برتر             | ۲۲     | ۱    | ۴        | ۰        | ۵      | ۱      | ۳۱     | ۲     |
| ۲۰۱۴–۲۰۱۵            | استقلال              | لیگ برتر             | ۱۴     | ۰    | ۳        | ۰        | ۰      | ۰      | ۱۷     | ۰     |
| مجموع استقلال        | مجموع استقلال        | مجموع استقلال        | ۵۶     | ۲    | ۹        | ۰        | ۸      | ۱      | ۷۳     | ۳     |
| ۲۰۱۵–۲۰۱۶            | تراکتور              | لیگ برتر             | ۱۳     | ۳    | ۰        | ۰        | ۰      | ۰      | ۱۳     | ۳     |
| مجموع تراکتور        | مجموع تراکتور        | مجموع تراکتور        | ۱۳     | ۳    | ۰        | ۰        | ۰      | ۰      | ۱۳     | ۳     |
| ۲۰۱۶                 | سایپا                | لیگ برتر             | ۹      | ۰    | ۰        | ۰        | _      | _      | ۹      | ۰     |
| مجموع سایپا          | مجموع سایپا          | مجموع سایپا          | ۹      | ۰    | ۰        | ۰        | _      | _      | ۹      | ۰     |
| ۲۰۱۷                 | ماشین‌سازی            | لیگ برتر             | ۱۱     | ۰    | ۰        | ۰        | _      | _      | ۱۱     | ۰     |
| مجموع ماشین‌سازی      | مجموع ماشین‌سازی      | مجموع ماشین‌سازی      | ۱۱     | ۰    | ۰        | ۰        | _      | _      | ۱۱     | ۰     |
| ۲۰۱۷–۲۰۱۸            | نفت تهران            | لیگ برتر             | ۱۰     | ۰    | ۰        | ۰        | ۰      | ۰      | ۱۰     | ۰     |
| مجموع نفت تهران      | مجموع نفت تهران      | مجموع نفت تهران      | ۱۰     | ۰    | ۰        | ۰        | ۰      | ۰      | ۱۰     | ۰     |
| ۲۰۱۸                 | گسترش فولاد          | لیگ برتر             | ۱۳     | ۰    | ۰        | ۰        | _      | _      | ۱۳     | ۰     |
| مجموع گسترش فولاد    | مجموع گسترش فولاد    | مجموع گسترش فولاد    | ۱۳     | ۰    | ۰        | ۰        | _      | _      | ۱۳     | ۰     |
| ۲۰۱۸–۲۰۱۹            | ماشین‌سازی            | لیگ برتر             | ۰      | ۰    | ۰        | ۰        | _      | _      | ۰      | ۰     |
| مجموع ماشین‌سازی      | مجموع ماشین‌سازی      | مجموع ماشین‌سازی      | ۰      | ۰    | ۰        | ۰        | _      | _      | ۰      | ۰     |
| مجموع آمار           | مجموع آمار           | مجموع آمار           | ۲۴۹    | ۱۲   | ۲۰       | ۳        | ۱۳     | ۱      | ۲۷۲    | ۱۶    |

## تیم ملی

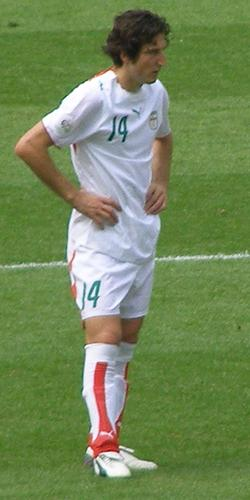
تیموریان در سال ۲۰۰۶ همراه با تیم ملی فوتبال ایران

وی نخستین بار برای تیم ملی فوتبال ب ایران به میدان رفت و از سال ۱۳۸۴ تا ۱۳۹۶ در عضویت تیم ملی فوتبال ایران بوده است. آندو پس از درخشش در تیم فوتبال ابومسلم خراسان، توسط برانکو ایوانکوویچ به تیم ملی دعوت شد، و در جام جهانی فوتبال ۲۰۰۶ آلمان برای تیم ملی ایران در هر سه بازی این تیم به میدان رفت. پس از آن، آندو تیموریان در روی‌دادهای بزرگی نظیر جام ملت‌های آسیا ۲۰۰۷، مسابقات فوتبال غرب آسیا ۲۰۱۰، جام ملت‌های آسیا ۲۰۱۱ تیم ملی فوتبال ایران را همراهی کرد. وی در بازی‌های مقدماتی جام جهانی فوتبال ۲۰۱۴ برزیل نیز از اعضای ثابت تیم ملی فوتبال ایران بود؛ از جملهٔ این بازی‌ها در آخرین و حساس‌ترین بازی در برابر تیم ملی کره‌جنوبی در اولسان، تنها گل تیم ملی با پاس وی توسط رضا قوچان‌نژاد به ثمر رسید. در این مسابقه آندرانیک بیش از ۶۰ دقیقه با دست شکسته به بازی ادامه داد. او در دقیقه ۲۹ این بازی با برخورد زانوی یک بازیکن کره‌ای از ناحیهٔ دست به شدت آسیب دید اما تا پایان بازی در زمین باقی‌ماند. پس از پایان مسابقه مشخص شد که استخوان ساعد دست او شکسته است. پیروزی در بازی آخر و در خانهٔ حریف موجب شد تا ایران به عنوان تیم نخست گروه و بالاتر از کره جنوبی به جام جهانی برزیل راه یابد.
آندرانیک در هر سه بازی تیم ملی ایران در جام جهانی ۲۰۱۴ برزیل حضور کامل داشت.
نام او و پولادی در فهرست صد نفرهٔ برترین بازیکنان جام از نگاه پایگاه «بلیچر ریپورت» آمده است.
وی در تاریخ ۱۱ فروردین ۱۳۹۴ پس از خداحافظی جواد نکونام در بازی ایران برابر سوئد که با برتری ۳–۱ سوئد به پایان رسید به عنوان کاپیتان تیم ملی فوتبال ایران برگزیده شد.
بازی ایران کره جنوبی در مرحله مقدماتی جام جهانی ۲۰۱۸ روسیه در تاریخ ۲۰ مهر ۱۳۹۵ آخرین بازی ملی او شد. او نخستین کاپیتان مسیحی تاریخ تیم ملی فوتبال ایران است.

## آمار ملی

### بازی‌های ملی

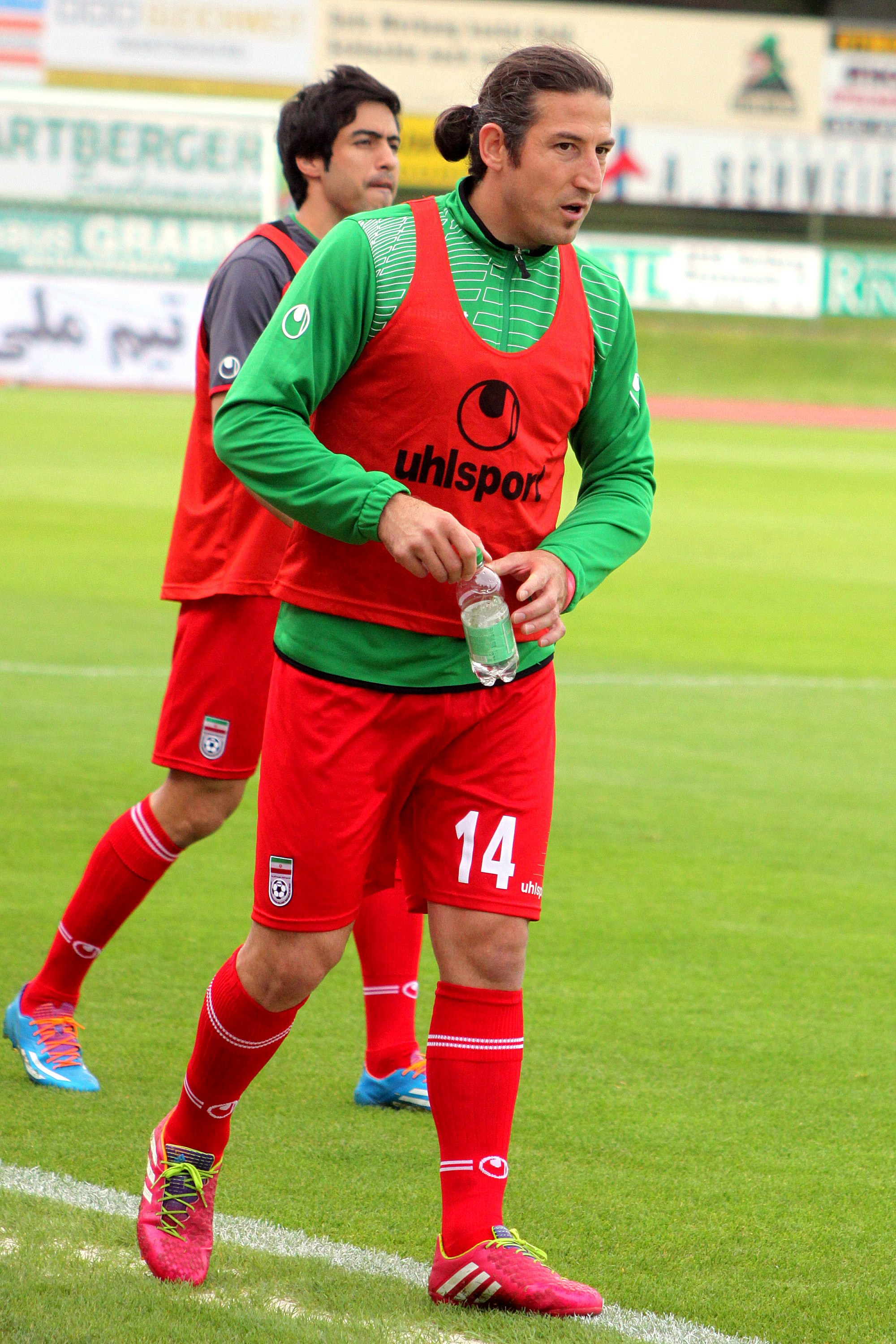
آندرانیک تیموریان در بازی مقابل مونته‌نگرو، ۲۶ می ۲۰۱۴

| ایران | ایران | ایران | ایران  |
| سال   | بازی  | گل    | پاس گل |
| ----- | ----- | ----- | ------ |
| ۲۰۰۵  | ۳     | ۰     | ۰      |
| ۲۰۰۶  | ۱۴    | ۱     | ۱      |
| ۲۰۰۷  | ۶     | ۱     | ۰      |
| ۲۰۰۸  | ۸     | ۰     | ۰      |
| ۲۰۰۹  | ۱۱    | ۲     | ۱      |
| ۲۰۱۰  | ۱۱    | ۲     | ۰      |
| ۲۰۱۱  | ۱۱    | ۲     | ۵      |
| ۲۰۱۲  | ۵     | ۰     | ۰      |
| ۲۰۱۳  | ۷     | ۰     | ۲      |
| ۲۰۱۴  | ۷     | ۰     | ۰      |
| ۲۰۱۵  | ۱۴    | ۱     | ۵      |
| ۲۰۱۶  | ۴     | ۰     | ۰      |
| مجموع | ۱۰۱   | ۹     | ۱۴     |

### گل‌های ملی

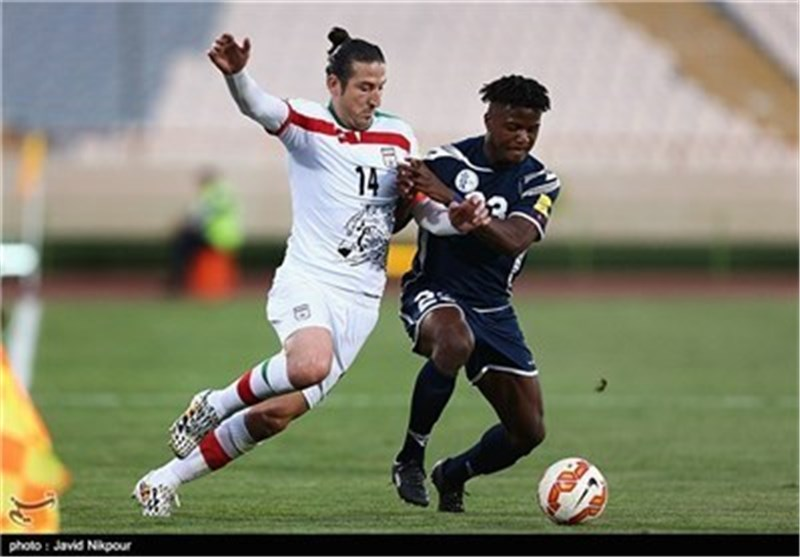

| شماره | تاریخ           | میزبان      | بازی ملی | حریف    | نتیجه | رقابت                        |
| ----- | --------------- | ----------- | -------- | ------- | ----- | ---------------------------- |
| ۱     | ۲۲ فوریه ۲۰۰۶   | تهران       | ۴        | تایوان  | ۴–۰   | مقدماتی جام ملت‌های آسیا ۲۰۰۷ |
| ۲     | ۱۸ ژوئیه ۲۰۰۷   | کوالالامپور | ۲۲       | مالزی   | ۲–۰   | جام ملت‌های آسیا ۲۰۰۷         |
| ۳     | ۱۲ اوت ۲۰۰۹     | سارایوو     | ۳۶       | بوسنی   | ۳–۲   | دوستانه                      |
| ۴     | ۱۸ نوامبر ۲۰۰۹  | تهران       | ۳۹       | مقدونیه | ۱–۱   | دوستانه                      |
| ۵     | ۳ سپتامبر ۲۰۱۰  | پکن         | ۴۶       | چین     | ۲–۰   | دوستانه                      |
| ۶     | ۲۸ سپتامبر ۲۰۱۰ | مسقط        | ۴۹       | عمان    | ۲–۲   | غرب آسیا ۲۰۱۰                |
| ۷     | ۲ سپتامبر ۲۰۱۱  | تهران       | ۵۹       | اندونزی | ۳–۰   | مقدماتی جام جهانی ۲۰۱۴       |
| ۸     | ۱۱ اکتبر ۲۰۱۱   | تهران       | ۶۲       | بحرین   | ۶–۰   | مقدماتی جام جهانی ۲۰۱۴       |
| ۹     | ۸ سپتامبر ۲۰۱۵  | بنگلور      | ۹۴       | هند     | ۳–۰   | مقدماتی جام جهانی ۲۰۱۸       |

## افتخارات

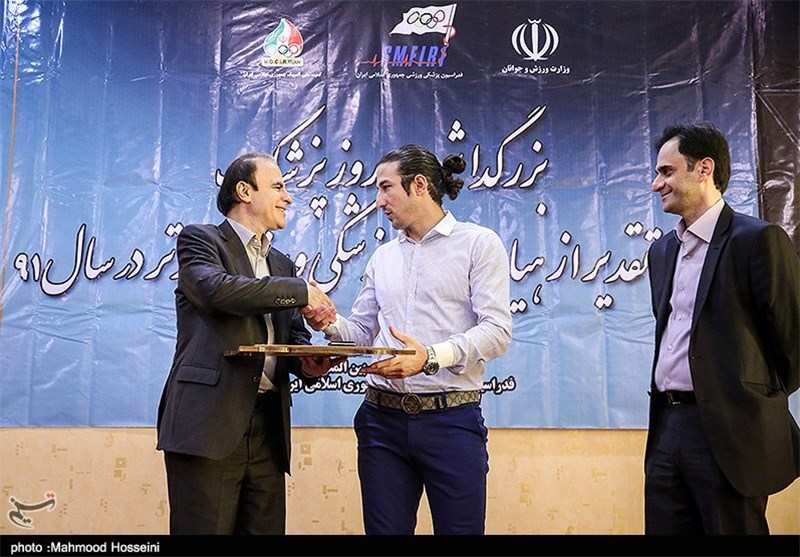

### باشگاهی
ابومسلم
- جام حذفی فوتبال ایران نایب قهرمان (۱): ۸۴–۱۳۸۳
استقلال تهران
- جام حذفی فوتبال ایران قهرمان (۱): ۹۱–۱۳۹۰

نفت تهران
- جام حذفی فوتبال ایران قهرمان (۱): ۹۶–۱۳۹۵

### ملی
ایران
- بازی‌های همبستگی کشورهای اسلامی مدال برنز (۱): ۲۰۰۵

### به عنوان‌دستیار
- مسابقات قهرمانی فوتبال آسیای مرکزی قهرمان (۱): ۲۰۲۳

### انفرادی
- مرد سال فوتبال ایران: ۱۳۹۲
- دومین بازیکن سال فوتبال ایران: ۱۳۹۳[۲۷][۲۸]
- تیم سال لیگ برتر: ۹۴–۱۳۹۳[۲۹]
- زیباترین گل تاریخ لیگ قهرمانان آسیا[۳۰][۳۱]